# Miguel Gustavo
Miguel Gustavo Werneck de Sousa Martins, conocido por el seudónimo de Miguel Gustavo (Rio de Janeiro, 24 de marzo de 1922 - Rio de Janeiro, 22 de enero de 1972) fue un locutor de radio, periodista y compositor brasileño, autor, en 1962, de la célebre canción Brigitte Bardot, puesta en escena por Jorge Veiga.

## Biografía
Nacido en Río de Janeiro en 1922, comenzó como disc-jockey, en 1941, a la Radio Vera Cruz y se destacó como compositor de jingles, además de haber alcanzado successos como compositor de samba y marchas. Continuó en la década de 1950 componiendo jingles, entre ellos Casas da Banha, que suscitó polémica por el plagio de la melodía Jesús, la alegría de los hombres de Johann Sebastian Bach.
En 1962 compuso, con Jorge Veiga, la pieza Brigitte Bardot. Para el Mundial de México de 1970 compuso el himno Pra Frente Brasil  y la melodía se convirtió en un símbolo de la Selección. En el mismo año compuso la pieza A saia, inspirada en Miriam Batucada.
Murió en 1972 y fue enterrado en el cementerio de San Francisco Javier en la ciudad de Río de Janeiro.

## Otras canciones
- 1952: Baião das Mulheres, Miguel Gustavo y João S. Guimarães
- 1953: Baião do Chofer, Miguel Gustavo
- 1956: A Dança Do Didu, Miguel Gustavo
- 1956: Boate Tra La Lá, Miguel Gustavo
- 1957: A Dança do Bidú, Miguel Gustavo
- 1957: A Fúria Louca de Jean Pouchard, Miguel Gustavo
- 1957: A Menina Canta, Miguel Gustavo
- 1957: Bem Vindo Seja, Miguel Gustavo
- 1958: Brabuletas de Brasília, Miguel Gustavo, Altamiro Carrilho y Carrapicho
- 1959: Baião Triste, Altamiro Carrilho y Miguel Gustavo
- 1959: Stanislau Ponte Preta, Altamiro Carrilho y Miguel Gustavo
- 1962: Bacardy Chá-chá-chá, Miguel Gustavo
- 1970: Bloco Da Lua, Luiz Reis e Miguel Gustavo
- 1970: Brasil Eu Adoro Você, Miguel Gustavo